# Acidoxanthopius
Acidoxanthopius är ett släkte av steklar. Acidoxanthopius ingår i familjen bracksteklar.
Kladogram enligt Catalogue of Life:
| Acidoxanthopius | \| \| Acidoxanthopius acidoxanthicidus \| \| \| \| \| \| Acidoxanthopius karubakaensis \| \| \| \| |
|                 | \| \| Acidoxanthopius acidoxanthicidus \| \| \| \| \| \| Acidoxanthopius karubakaensis \| \| \| \| |
|                 | Acidoxanthopius acidoxanthicidus                                                                   |
|                 | |
|                 | Acidoxanthopius karubakaensis                                                                      |
|                 | |